# Amphisbaena vanzolinii
Amphisbaena vanzolinii là một loài bò sát trong họ Amphisbaenidae. Loài này được Gans mô tả khoa học đầu tiên năm 1963.